# Lysyčansk
Lysyčansk (ukrajinsky Лисичанськ, Lysyčansk, rusky Лисичанск, Lisičansk) je město na východní Ukrajině, historicky na rozhraní Slobody a Donbasu, administrativně na západě Luhanské oblasti. Tvoří součást Lysyčanské aglomerace, ve které v roce 2007 žilo přes 100 000 obyvatel.

## Poloha
Město leží zhruba 90 km od Luhansku, na pravém břehu Severního Doňce; s levobřežním Severodoněckem tvoří souměstí. Na přelomu 20. a 21. století bylo důležitým průmyslovým střediskem hornického, chemického, strojírenského a sklářského průmyslu.

## Historie

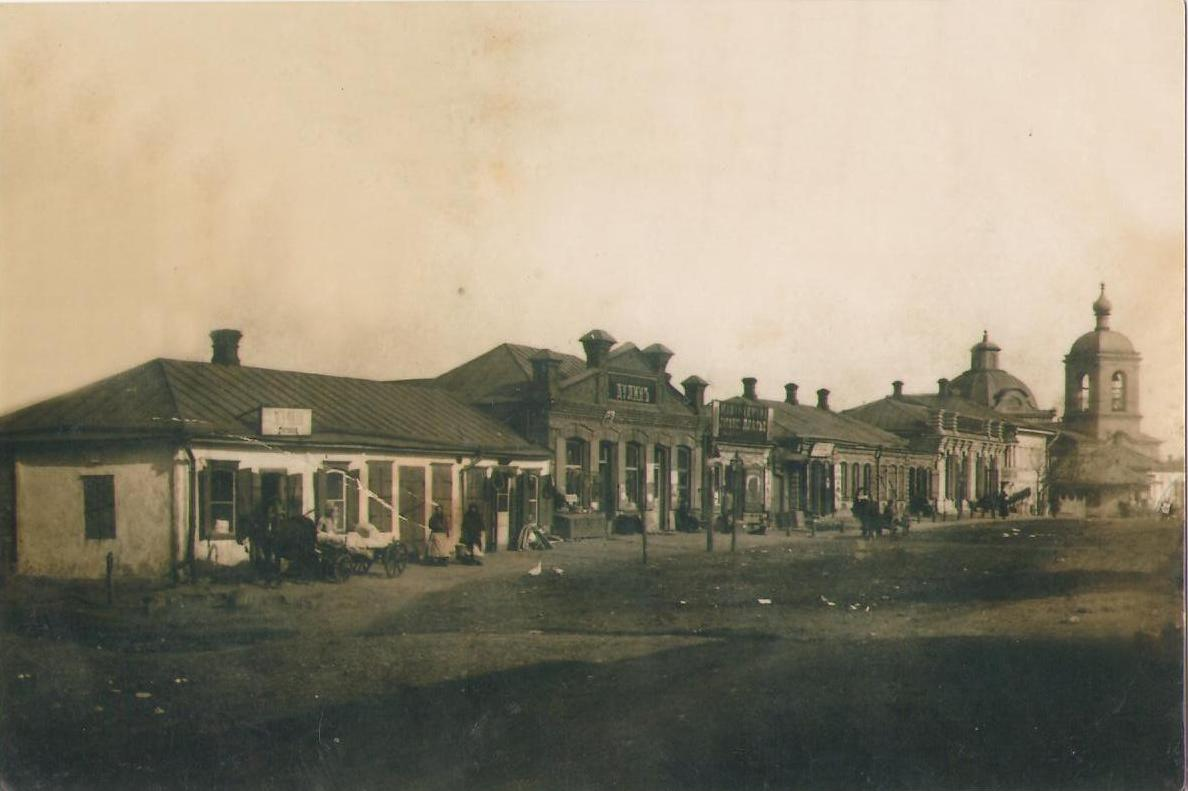
Centrum obce koncem 19. století

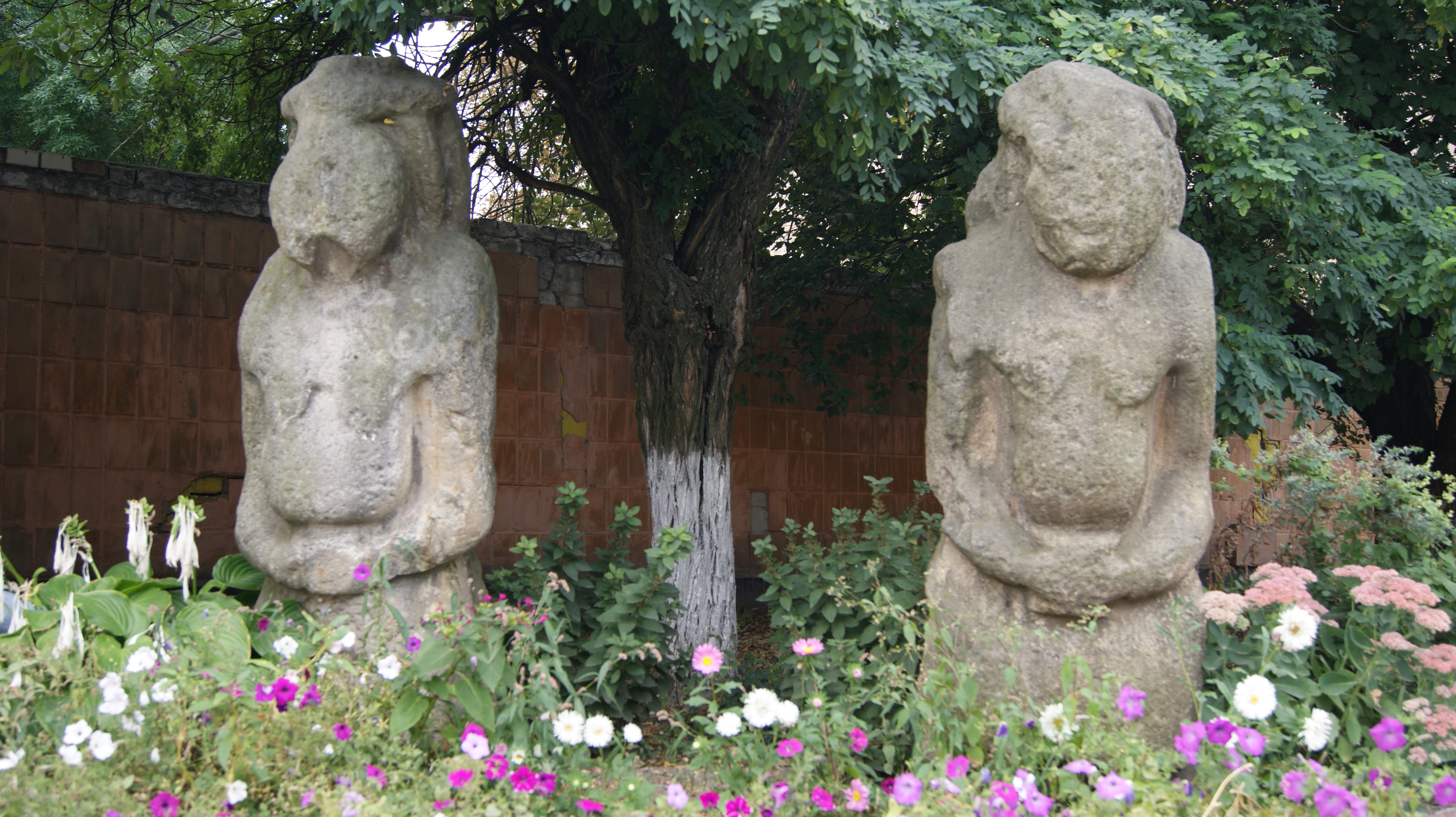
Kamenné baby

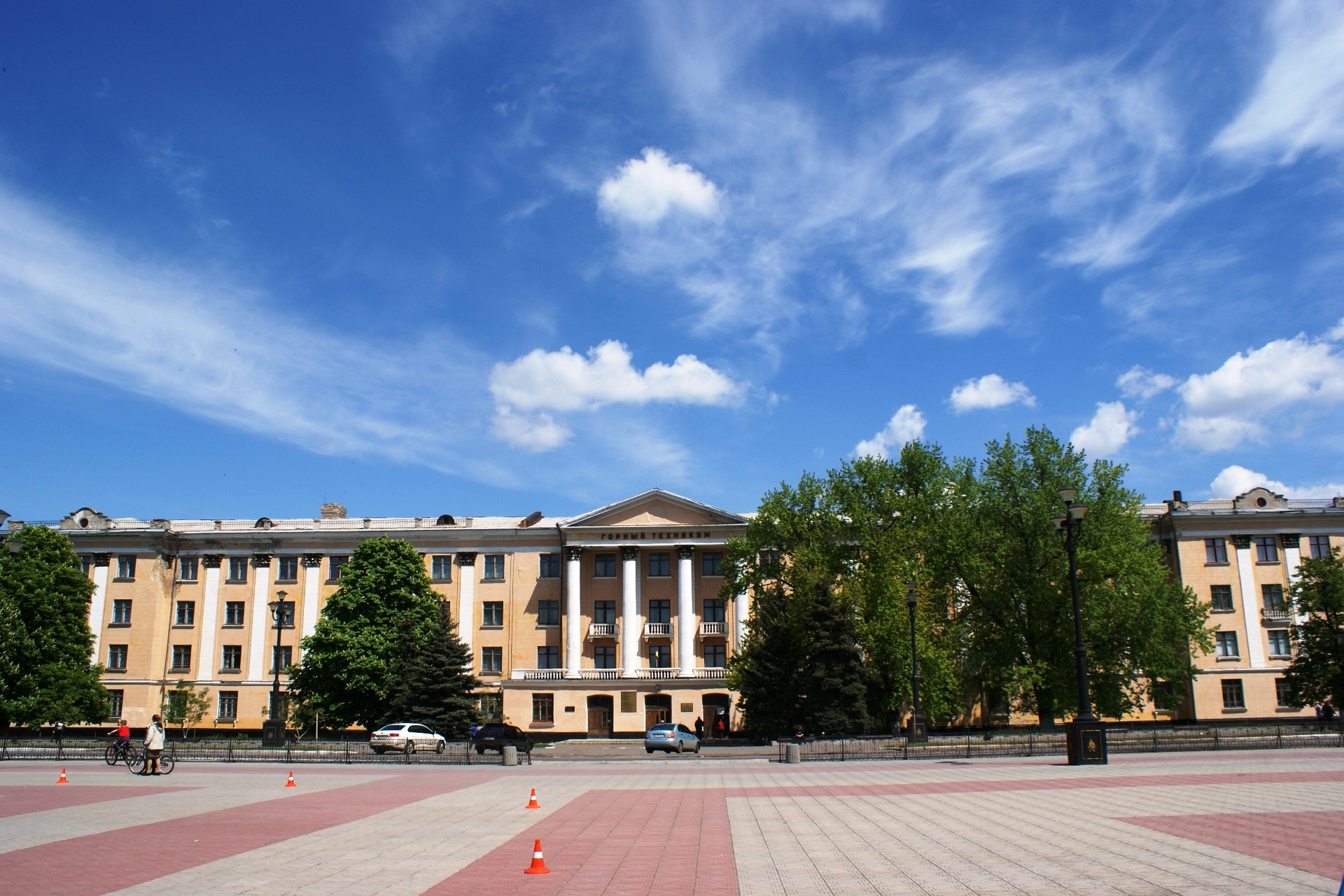
Technická univerzita v roce 2016

Oblast má bohatě archeologicky doloženou středověkou minulost. Z hradištního období slovanského osídlení poltavské kultury se mimo jiné dochovaly tzv. kamenné baby.
Zdejší osady byly poničeny v letech 1707-1708 během Bulavinova povstání, které vedli na obranu svých práv autonomie proti vojsku cara Petra I. Velikého kozáci v čele s atamanem donského vojska Kondratijem Bulavinem. Po prohrané bitvě pod Azovem byl Bulavin zabit spiklenci mezi jeho povstalci. Rusové uvádějí jako rok založení města 1710, kdy bylo připojeno k impériu jako jedno z prvních na Donbasu. V mapách je zaznamenáno až později a administrativně se ve správních dokumentech většinou uvádí k roku 1795.
V roce 1721 byla v Doněcké uhelné pánvi objevena ložiska černého uhlí v lokalitě Lisja Balka, kozácké vesnici doložené v roce 1710. Liška se proto dostala do znaku pozdějšího města. Dále se zde zpracovával uhličitan sodný pro chemickou výrobu. Během 19. století se oblast stala významným centrem hornického, metalurgického a strojírenského průmyslu, jímž zůstala až do současnosti.
Kulturní tradici města v letech 1890-1917 obohatila kolonie Messarosch, v níž se usazovali převážně němečtí literáti.
Železniční stanice na trati (Doněck –) Popasna – Kup'jansk byla založena v 19. století. Trolejbusová doprava byla ve městě zavedena od roku 1972.
Do roku 2021 ve městě působily všechny úřady i kulturní a vzdělávací instituce. Mimo jiné zde byla Luhanská státní technická univerzita a Státní univerzita vnitra.

### Ruská agrese 2014-2022

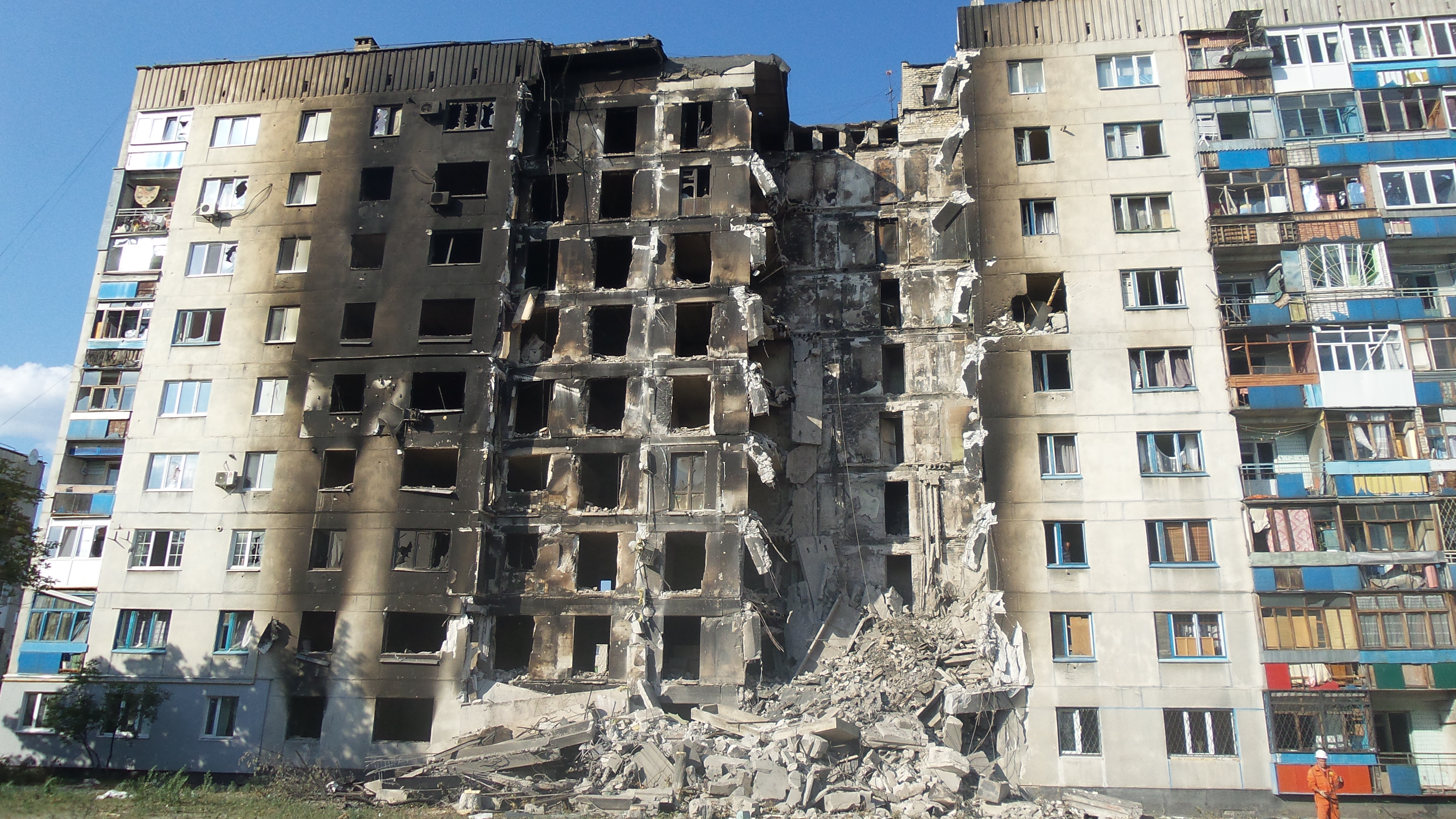
Vybombardované domy 14. srpna 2014

První fáze útoku proruských separatistů a ruské okupace vedla v letech 2014-2016 k ustavení Luhanské lidové republiky. Vybombardované obytné domy na fotografiích ze srpna 2014 obletěly celý svět a staly se jedním z prvních důkazů o válce.
Během ruské invaze na Ukrajinu agresoři počátkem května 2022 zasáhli ve městě ropnou rafinérii, kterou postihl rozsáhlý požár a město se ocitlo bez dodávek elektřiny.
Jeho infrastruktura nejméně ze 70 procent zničena a většina obyvatelstva uprchla do vnitrozemí nebo do zahraničí. Na počátku července 2022 byl Lysyčansk dobyt ruskou armádou a stal se tak posledním městem v Luhanské oblasti, které ruská armáda dobyla před vyhlášením plné kontroly nad Luhanskou oblastí. Celá Luhanská oblast je od dobytí města pod správou Luhanské lidové republiky.